# Scilla cilicica
Scilla cilicica is een plantensoort uit de Aspergefamilie (Asparagaceae). De plant heeft drie tot vier bladeren, die 15-25 centimeter lang en 8-15 millimeter breed zijn. De bleke tot middelblauwe bloemetjes groeien in trossen aan korte steeltjes. 
De soort komt voor van Zuid-Turkije tot in Noord-Israël. Hij groeit daar op schaduwrijke rotsachtige plekken.
S. autumnalis · 
S. bifolia (vroege sterhyacint) · 
S. hyacinthoides · 
S. lilio-hyacinthus · 
S. litardierei · 
S. ×massartiana (basterdhyacint) · 
S. mischtschenkoana (streephyacint) · 
S. peruviana ·
S. sardensis (kleine sneeuwroem)
S. siberica (oosterse sterhyacint) · 
S. forbesii (grote sneeuwroem)